# حكومة العمراني الرابعة/العراقي
حكومة العمراني الرابعة/العراقي هي الحكومة التاسعة عشر في المغرب منذ استقلاله في عام 1955 والرابعة لمحمد كريم العمراني منذ 11 أبريل 1985 إلى غاية 11 أغسطس 1992.

## التكوين
|                  | المنصب                                                                       | الاسم                     | الحزب                 | ملاحظة |
| ---------------- | ---------------------------------------------------------------------------- | ------------------------- | --------------------- | --- |
| 1                | الوزير الأول                                                                 | محمد كريم العمراني        | (تقنقراط)             | 30 سبتمبر 1986: حل محله عز الدين العراقي.                                                                          |
| 2                | وزير الدولة                                                                  | مولاي أحمد العلوي         | (تقنقراط)             | |
| 3                | وزير العدل                                                                   | مولاي مصطفى بلعربي العلوي | (تقنقراط)             | |
| 4                | وزير الشؤون الخارجية والتعاون والإعلام                                       | عبد اللطيف الفيلالي       | (تقنقراط)             | |
| 5                | وزير الداخلية                                                                | إدريس البصري              | (تقنقراط)             | |
| 6                | وزير التربية الوطنية                                                         | عز الدين العراقي          | (تقنقراط)             | |
| 7                | وزير الصحة العمومية                                                          | الطيب بن الشيخ            | التجمع الوطني للأحرار | |
| 8                | وزير المالية                                                                 | عبد اللطيف الجواهري       | (تقنقراط)             | |
| 9                | وزير السياحة                                                                 | موسى السعدي               |                       | |
| 10               | وزير الصيد البحري والملاحة التجارية                                          | بنسالم الصميلي            |                       | |
| 11               | الكاتب العام للحكومة                                                         | عباس القيسي               | (تقنقراط)             | |
| 12               | وزير التجهيز والتكوين المهني وتكوين الأطر                                    | محمد القباج               |                       | |
| 13               | وزير النقل                                                                   | محمد بوعمود               |                       | |
| 14               | وزير البريد والمواصلات                                                       | محند العنصر               | الحركة الشعبية        | |
| 15               | وزير الشبيبة والرياضة                                                        | عبد اللطيف السملالي       | الاتحاد الدستوري      | |
| 16               | وزير الأوقاف والشؤون الإسلامية                                               | عبد الكبير العلوي المدغري | (تقنقراط)             | |
| 17               | وزير الصناعة التقليدية والشؤون الاجتماعية                                    | محمد الأبيض               | الاتحاد الدستوري      | |
| 18               | وزير الطاقة والمعادن                                                         | محمد فتاح                 |                       | |
| 19               | وزير التجارة والصناعة                                                        | الطاهري المصمودي          | الاتحاد الدستوري      | |
| 20               | وزير الشؤون الثقافية                                                         | محمد بنعيسى               |                       | |
| 21               | وزير السكنى                                                                  | عبد الرحمان بوفتاس        |                       | |
| 22               | وزير التشغيل                                                                 | حسن العبادي               |                       | |
| الوزراء الملحقون |                                                                              |                           |                       | |
| 23               | الوزير المنتدب لدى الوزير الأول المكلف بالعلاقات مع السوق الأوروبية المشتركة | عز الدين جسوس             |                       | 30 سبتمبر 1986: حل محله محمد السقاط كاتبا للدولة للشؤون الخارجية مكلفا بالعلاقات مع المجموعة الاقتصادية الأوروبية. |
| 24               | الوزير المنتدب لدى الوزير الأول مكلف بالشؤون الاقتصادية                      | مولاي الزين الزاهدي       |                       | |
| 25               | الوزير المنتدب لدى الوزير الأول مكلف بتنمية الأقاليم الصحراوية               | خليهن ولد الرشيد          |                       | |
| 26               | الوزير المنتدب لدى الوزير الأول مكلف بالتخطيط                                | الراشدي العزواني          |                       | |
| 27               | الوزير المنتدب لدى الوزير الأول مكلف بالعلاقات مع البرلمان                   | طاهر عفيفي                | الاتحاد الدستوري      | |
| 28               | الوزير المنتدب لدى الوزير الأول مكلف بالشؤون الإدارية                        | عبد الرحيم بنعبد الجليل   |                       | |

## انظر إيضا
- ملتمس الرقابة (1990).